# Бондаренко, Геннадий Борисович
Геннадий Борисович Бондаренко (4 февраля 1929, Гагра, Абхазская АССР, Грузинская ССР, СССР — 10 апреля 1989, Ленинград, РСФСР, СССР) — советский футболист, правый крайний и полусредний нападающий. Мастер спорта СССР. Заслуженный тренер Азербайджанской (1976) и Латвийской ССР (1980).

## Карьера

### Клубная
Начал играть в Гагре в 1943 году в детской команде, с 1944 года — в юношеской команде «Динамо» (Сухуми). С 1946 года играл в командах мастеров. Выступал за команды «Динамо» (Сухуми), «Динамо» (Ленинград), «Динамо» (Москва) и «Зенит» (Ленинград).
В Высшей лиге СССР провёл 223 матча, забил 49 голов.

### Тренерская
После завершения игровой карьеры приступил к тренерской деятельности. Работал главным тренером «Зенита», бакинского «Нефтчи», рижской «Даугавы». В 1969—1972 годах — начальник «Динамо» (Ленинград). Старший тренер клубных команд «Комсомолец» (Ленинград) (1973-74) и «Волна» (Ленинград) (1975). Среди его воспитанников олимпийский чемпион Игорь Пономарёв.

## Достижения

### Командные
- Чемпион СССР: 1954

### Личные
- Полуфиналист Спартакиады народов СССР 1956.